# Ad Koppejan
Adriaan Jacobus Ad Koppejan (født 2. oktober 1962 i Zoutelande) er en nederlandsk politiker. Han er medlem af Christen-Democratisch Appèl og har været parlamentsmedlem siden den 30. november 2006. Som politiker fokuserer han på emner som fiskeri og vandpolitik, administrative byrder og virksomheders sociale ansvar.